# Звукооператор
Визначення професії звукооператор у Довіднику кваліфікаційних характеристик професій працівників не однакове у 
різноманітних галузях.
- Звукооператор (виробництво кіно- і відеофільмів)
- Звукооператор театрально-видовищного підприємства

У сфері звукозапису звукооператором раніше називали оператора магнітного запису.